# Joods Museum Hohenems
Het Joods Museum Hohenems (JMH) is een regionaal museum in Hohenems in de Oostenrijkse deelstaat Vorarlberg. Het museum behandelt zowel de geschiedenis van de Joodse gemeenschap in Hohenems als in de omliggende regio's als ook de diaspora en Israël. Verder wordt aandacht besteedt aan de toekomst van de Europese immigratiemaatschappij.
De belangrijkste onderwerpen van het museum zijn de Joodse gemeenschap van Hohenems en de Sjoa. Naast de regionale en mondiale Joodse geschiedenis is het museum gewijd aan persoonlijke verhalen van Joodse burgers. Elk jaar biedt het museum een andere tijdelijke tentoonstelling en een uitgebreid evenementenprogramma.

## Het gebouw
Het Joods Museum Hohenems werd geopend in april 1991 en is gevestigd in de Villa Heimann-Rosenthal in het hart van de voormalige Joodse wijk. De villa van de familie Rosenthal dateert uit 1864 en kan, nu dat het de JMH herbergt, worden gezien als een tentoonstelling zelf.

## Geschiedenis van de Joodse gemeenschap in Hohenems
Om de kleine stad Hohenems economisch te stimuleren, creëerde graaf Kaspar van Hohenems in 1617 de wettelijke basis voor de vestiging van Joodse gezinnen. Zijn doel was om het bedrijfsleven van Hohenems tot bloei te laten komen door Joodse handelaars, bedienden en ambachtslieden. De rijke gemeenschap vestigde een synagoge, een school, een zorgcentrum voor ouderen en armen, en een mikwe. Demografisch gezien bereikte de gemeenschap zijn hoogtepunt in de eerste helft van de 19e eeuw en werd het een knooppunt van zijn eigen diaspora in en rond de Alpen, in Zuid-, Midden- en West-Europa en in de VS.
Op basis van de Oostenrijkse grondwet van 1867 mochten Joodse burgers vrij hun woonplaats kiezen. De Zwitserse grondwet van 1866 verleende hen soortgelijke rechten, waardoor een groot deel van de Joodse gemeenschap van Hohenems besloten te migreren naar grotere steden in Oostenrijk en Zwitserland. In 1935 waren er nog 16 Joodse burgers in Hohenems. Deze kleine groep werd in 1938 door de gemeente onteigend als gevolg van het Nazi-regime. In 1940 werden de laatste Joodse burgers van Hohenems met geweld verdreven. Sommigen van hen werden naar Wenen gedeporteerd en later in concentratiekampen in Oost-Europa ondergebracht. Sommige overlevenden van de concentratiekampen werden na de oorlog door de Franse geallieerden in Hohenems ondergebracht.

## Tentoonstellingen
De permanente tentoonstelling "Vanaf de Middeleeuwen tot heden" werd in 2007 volledig opnieuw ontworpen. Het focusseert op de Joodse gemeenschap vanaf het begin in de 17e eeuw tot het einde na 1938. Joodse mensen en hun persoonlijke levens staan steeds centraal. Daarnaast is er een tentoonstelling voor kinderen.
Sinds de opening van het museum is een grote verzameling alledaagse voorwerpen en persoonlijke documenten gecreëerd in samenwerking met de afstammelingen van Joden uit Hohenems over de hele wereld en door meerdere donaties.